# Acker (Familienname)
Acker ist ein deutscher Familienname.

## Herkunft und Bedeutung
Der Name leitet sich vom Wort Acker (landwirtschaftlich bearbeiteter Boden) ab.

## Varianten
Häufig sind Varianten des Namens zu finden, z. B.
- Ackermann
- Ackerman
- Ackerer
- Mühlacker
- Van Acker

## Namensträger
- Agnès Acker (* 1940), französische Astrophysikerin
- Alex Acker (* 1983), US-amerikanischer Basketballspieler
- Amandus Acker (1848–1923), elsässischer katholischer Missions- und Kolonialpionier und Wiederbegründer der deutschen Spiritanerprovinz
- Amparo Acker-Palmer (* 1968), spanische Neurobiologin
- Amy Acker (* 1976), US-amerikanische Schauspielerin
- Berko Acker (1945–1978), deutscher Film- und Theaterschauspieler
- Charles Ernest Acker (1868–1920), US-amerikanischer Chemiker, Acker-Verfahren zur Natriumhydroxid-Herstellung
- Daniel Acker (1853–1921), US-amerikanischer Banjospieler, Musikpädagoge und Komponist
- Dieter Acker (1940–2006), deutscher Komponist
- Ephraim Leister Acker (1827–1903), US-amerikanischer Politiker
- Flori van Acker (1859–1940), belgischer Maler
- Gert Acker (* 1982), deutscher Eishockeyspieler und -trainer
- Hans Acker (um 1380–1461), spätgotischer Glasmaler in Ulm im 15. Jahrhundert
- Hans Keller-Acker (1881–1941), Schweizer Agronom und Genossenschaftsfunktionär
- Heinrich Acker (1896–1954), preußischer Landrat
- Jakob Acker der Ältere (14./15. Jahrhundert), deutscher Glasmaler
- Jakob Acker der Jüngere (* vor 1441–nach 1491), deutscher Maler
- Jan van den Acker (1836–1881), belgischer Violinist, Dirigent und Komponist
- Jean Acker (Schauspielerin) (1893–1978), US-amerikanische Schauspielerin
- Jean Adam Acker (1665–1745), Stadtkachler in Straßburg
- Jim Acker (* 1958), US-amerikanischer Baseballspieler
- Joan Acker (1924–2016), US-amerikanische Soziologin
- Johann Heinrich Acker (1647–1719), deutscher Schriftsteller
- Johann Heinrich Acker (Philologe) (1680–1759), Gymnasiallehrer, Philologe und Literaturhistoriker
- Kathy Acker (1947–1997), US-amerikanische Schriftstellerin
- Laurens van den Acker (* 1965), niederländischer Automobildesigner
- Ludwig Acker (1913–1998), deutscher Chemiker
- Paula Acker (1913–1989), SED-Funktionärin
- Rolf Acker (1917–1977), deutscher Offizier und Rechtsanwalt
- Shane Acker (* 1971), US-amerikanischer Filmregisseur, Drehbuchautor, Animator
- Sharon Acker (1935–2023), kanadische Schauspielerin
- Sherry Acker (* 1959), US-amerikanische Tennisspielerin
- Theodor Acker (1899–1986), Präsident der Bundesbahndirektion Mainz
- Werner Acker (* 1955), deutscher Gitarrist
- Wilfried Acker (1908–1979), deutscher Politiker (KPD)
- Wolfert Acker (1667–1753), US-amerikanischer Kolonist

## Künstlername
- Acker Bilk (1929–2014), englischer Jazzklarinettist

## Spitzname
- Acker, Spitzname von Gerhard Schröder (* 1944), deutscher Politiker